# Поливанов, Иван Юрьевич
Иван Юрьевич Поливанов (1798 или 1799 — 1826) — декабрист, отставной полковник лейб-гвардии Кавалергардского полка.
Отец — генерал-майор Юрий Игнатович Поливанов, мать — урожд. Свечина. Братья Ивана Юрьевича: Александр (1795 — не ранее 1846), отставной подполковник; Михаил, адъютант начальника 2 гренадерской дивизии; Егор, офицер Кавалергардского полка.
В 11 лет был отдан в Московский университетский пансион, где пробыл только 3 месяца. Обучение продолжилось в пансионе Виллерса и дома (учителя — французы Дерош, Марк, Мартен и англичане Ионг, Брандшов и Джаксон). В службу вступил 4 апреля 1814 года — эстандарт-юнкером в лейб-гвардии Кавалергардский полк; корнет — с 18.12.1815, поручик — с 15.10.1817. Был назначен 3 февраля 1819 года бригадным адъютантом к генерал-майору Каблукову; штабс-ротмистр — с 9.11.1819, ротмистр — с 26.1.1822. По домашним обстоятельствам вышел в отставку 23 декабря 1824 года полковником. 
В 1824 году был принят членом петербургской ячейки Южного общества (в алфавите Боровкова указано его членство в Северном обществе, причём отмечается, что «узнав преступную цель — введение республиканского правления с истреблением императорской фамилии, ужаснулся сего; вскоре вышел в отставку и совершенно удалился от общества и сношения с членами»).
Через две недели после попытки переворота, 28 декабря 1825 года, был арестован в Москве; доставлен в Петербург на городской караул, 2 января 1826 года переведён в Петропавловскую крепость — «присылаемого Поливанова содержать под арестом» — сначала в № 2 бастиона Анны Иоанновны, 30 января показан в № 8 Никольской куртины.
Осужден по VII разряду и по конфирмации 10.7.1826 приговорён в каторжную работу на 2 года, указом 22 августа срок был сокращён до 1 года с последующим оставлением на поселение в Сибири. По рапорту доктора Элькана от 31 августа 1826 года — «Содержащийся в здешней крепости в куртине между бастионом Екатерины I и Трубецкого в № 15 лишенный чинов и дворянского достоинства Поливанов заболел сильными нервическими судорожными припадками при значительном расслаблении всего корпуса» — И. Ю. Поливанов был отправлен 2 сентября в Военно-сухопутный госпиталь, где и умер 5 сентября 1826 года. Похоронен на Смоленском кладбище.
Жена — Анна Ивановна, урожд. Власьева (1807—1846). «Во время суда над мужем, будучи беременна, теряла от печали рассудок». В июле 1826 года родился их сын — Николай. В приданое за женой он имел до 900 душ в Московской и Тверской губерниях; кроме этого с братом Александром в Малоярославецком уезде Калужской губернии имели заложенное в Опекунском совете имение в 180 душ. 